# Wiesław Suder
Wiesław Kazimierz Suder (ur. 1948) – polski historyk, specjalizujący się w demografii i medycynie świata starożytnego, historii starożytnego Rzymu; nauczyciel akademicki związany z uczelniami we Wrocławiu i Nysie.

## Życiorys
Urodził się w 1948 roku. Ukończył historię na Uniwersytecie Wrocławskim. Został pracownikiem Zakładu Historii Starożytnej Instytutu Historycznego na swojej macierzystej uczelni. Stopień naukowy doktora nauk humanistycznych w zakresie historii uzyskał w 1980 roku na podstawie pracy pt. Próba charakterystyki struktury demograficznej zachodnich prowincji cesarstwa rzymskiego w świetle inskrypcji nagrobkowych, której promotorem był prof. Eugeniusz Konik. Był to pierwszy doktorat obroniony na Instytucie Historycznym Uniwersytetu Wrocławskiego po uzyskaniu przez tę jednostkę praw do nadawania tego tytułu. Stopień naukowy doktora habilitowanego nauk humanistycznych w zakresie historii o specjalności historia starożytna uzyskał w 1996 roku na podstawie rozprawy nt. Kloto, Lachesis, Atropos. Studia społeczno-demograficzne i medyczne z historii starożytnego Rzymu. Niedługo potem otrzymał stanowisko profesora nadzwyczajnego. Pełnił także funkcję kierownika Zakładu Historii Starożytnej. Wykładał również na Państwowej Wyższej Szkole Zawodowej w Nysie. Był stypendystą szeregu zagranicznych fundacji naukowych jak również jest członkiem Centre de Recherches Urbanisation, Societe Urbaines et Demographie dans le Monde Antique na Universite d’Artois (Arras, Francja).

## Dorobek naukowy
Wiesław Suder w swojej działalności naukowej zajmuje się historią starożytnego Rzymu, a w szczególności historią kultury obyczajowej, medycyną i demografią świata antycznego.  Do jego najważniejszych publikacji należą:
- Starożytne dzieje i kultura, wyd. UWr, Wrocław 1995. Współautor: Tadeusz Kotula
- Historia starożytna w Polsce, wyd. UWr, Wrocław 1982. Współautor: Tadeusz Kotula
- A study of the age and sex structure of population in the western provinces of the Roman Empire, wyd. UWr, Wrocław 1990.
- Kloto, Lachesis, Atropos, wyd. UWr, Wrocław 1994.
- Geras, wyd. UWr, Wrocław 1995.
- Polyanthropia-Oliganthropia, wyd. Arboretum, Wrocław 1996. Współautor: Jean-Nicolas Corvisier
- La population de l'Antiquité classique, wyd. Presses Universitaires de France, Paris 2000. Współautor: Jean-Nicolas Corvisier
- Census populi. Demografia starożytnego Rzymu, wyd. UWr, Wrocław 2003.
- Et forte annus pestibus erat. Epidemie w Republice Rzymskiej, wyd. Geras, Wrocław 2007.